# رزم‌ناو کلاس آلاسکا

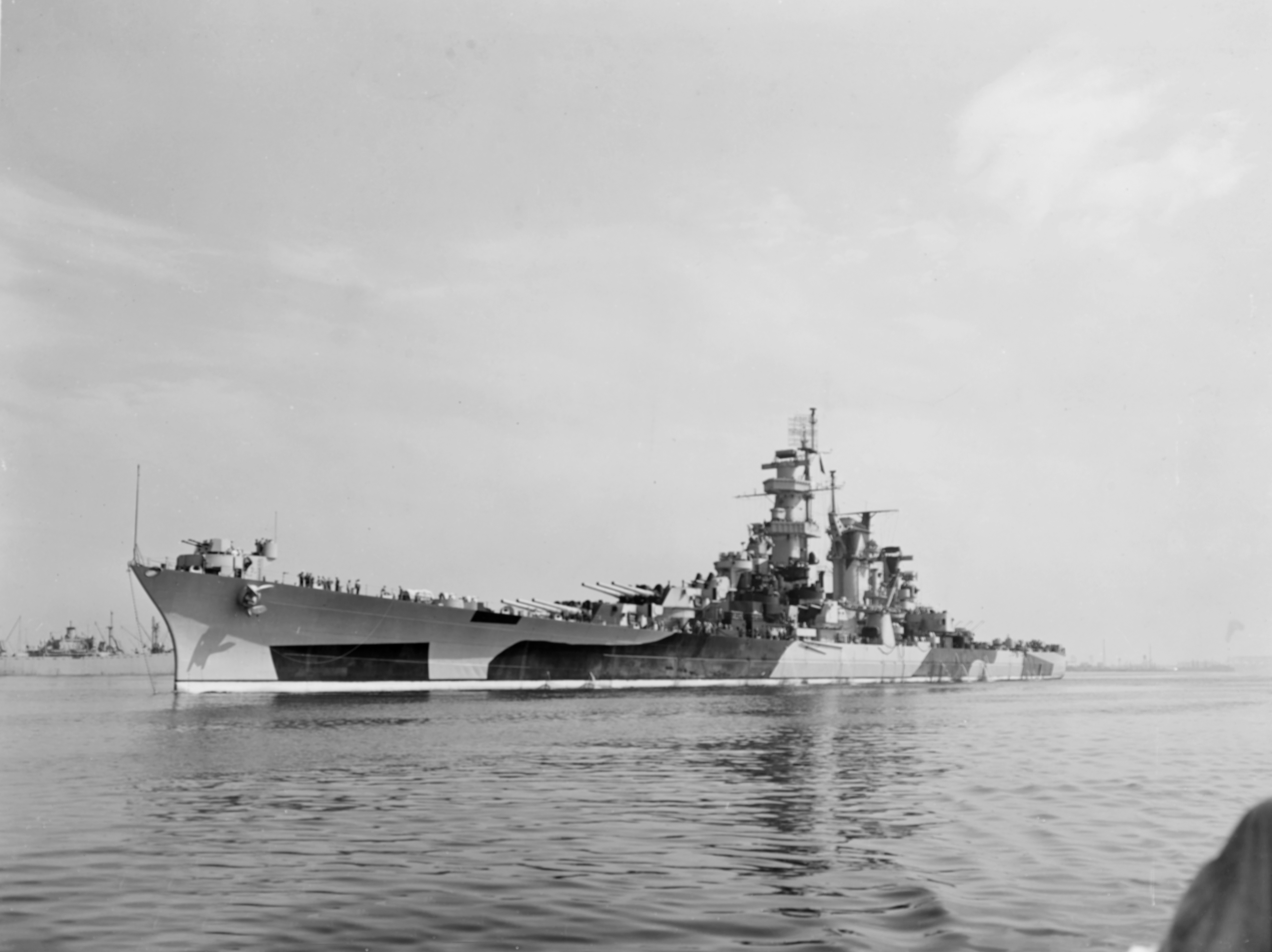
عکسی از ناو کروز کلاس آلاسکا

کلاس آلاسکا(به انگلیسی: Alaska-class cruiser) شامل شش رزمناو بزرگ بود که قبل از جنگ جهانی دوم برای نیروی دریایی ایالات متحده آمریکا سفارش داده شد، که تنها دو فروند از آنها تکمیل شد و در اواخر جنگ وارد خدمت شدند. نیروی دریایی آمریکا کشتی‌های این کلاس "رزم‌ناو بزرگ" (CB) نامید، نامی منحصر به فرد در کلاس آلاسکا که در اکثر منابع برجسته آنها را همین‌گونه می‌نامند. با این حال، آثار مختلف دیگر به‌طور متناوب این کشتی‌ها را به‌عنوان رزم‌ناو نبرد توصیف کرده‌اند، اما نیروی دریایی هرگز آنها را این‌گونه طبقه بندی نکرده است و فعالانه از استفاده از این اصطلاح در توصیف کلاس جلوگیری کرده است. این کشتی‌ها همگی بر اساس قلمروها یا ناحیه‌های جزیره‌ای ایالات متحده نامیده شده‌اند، که وضعیت میانی آنها را بین نبردناوهای بزرگتر (که بیشتر نام ایالت‌ها را دارند) و رزمناوهای سبک و سنگین کوچکتر (که نام شهرها را دارند) نشان می‌دهد.